# Потуловка
Потуло́вка (рос. Потуловка, ерз. Потуловка) — присілок у складі Інсарського району Мордовії, Росія. Входить до складу Сіалеєвсько-П'ятинської сільського поселення.
Населення — 4 особи (2010; 11 у 2002).
Національний склад станом на 2002 рік:
- росіяни — 100 %